# Polskie Towarzystwo Przesyłu i Rozdziału Energii Elektrycznej
Polskie Towarzystwo Przesyłu i Rozdziału Energii Elektrycznej (PTPiREE) – jest to stowarzyszenie, którego głównym celem jest integracja interesów podsektora dystrybucji oraz zorganizowanie platformy dla wypracowania i reprezentowania jednolitych stanowisk i poglądów.
Towarzystwo współpracuje z zagranicznymi towarzystwami reprezentującymi m.in. przedsiębiorstwa energetyczne Finlandii, Niemiec i Austrii.